# Reggenza di Bangka
La reggenza di Bangka è una reggenza (in indonesiano: kabupaten) dell'Indonesia, situata nella provincia di Bangka-Belitung.
Il capoluogo della reggenza è Sungailiat.